# Estação Maiakovskaia
Maiakovskaia (em russo:  Маяковская) é uma das estações da linha Zamoskvoretskaia (Linha 2) do Metro de Moscovo, na Rússia. Estação «Maiakovskaia» está localizada entre as estações «Tversskaia» e «Bielorrússkaia».